# Gennadij Avdějenko
Gennadij Valentinovič Avdějenko (ukrajinsky Геннадій Валентинович Авдєєнко) (* 4. listopadu 1963, Oděsa) je bývalý sovětský atlet ukrajinské národnosti, výškař.

## Kariéra
Jeho prvním větším úspěchem bylo páté místo na halovém ME v Budapešti v roce 1983. V témž roce se konalo v Helsinkách první mistrovství světa v atletice. Avdějenko překonal ve finále napoprvé 232 cm a stal se prvním mistrem světa . O rok později se z důvodu bojkotu nemohl zúčastnit letních olympijských her v Los Angeles. V roce 1986 skončil na hrách dobré vůle v Moskvě na sedmém místě .
V roce 1987 vybojoval výkonem 236 cm bronz na HME v Liévinu. Brzy poté získal stříbrnou medaili na halovém MS v Indianapolisu, kde mj. vybojoval bronz československý výškař Ján Zvara. Na světovém šampionátu v Římě vybojoval společně s dalším sovětským výškařem Igorem Paklinem stříbrnou medaili. V roce 1988 reprezentoval na letních hrách v jihokorejském Soulu, kde se stal olympijským vítězem. Ve finále skočil nový olympijský rekord 238 cm. Rekord překonal o jeden cm na olympiádě v Atlantě 1996 Američan Charles Austin.